# Fellowship of the Royal Academy of Engineering
Fellowship of the Royal Academy of Engineering (FREng) é um prêmio e bolsa para engenheiros que são reconhecidos pela Royal Academy of Engineering como sendo os melhores e mais brilhantes engenheiros, inventores e tecnólogos do Reino Unido e de todo o mundo para promover a excelência em engenharia e para aprimorar e apoiar a pesquisa de engenharia, formação de políticas, educação e empreendedorismo e outras atividades que promovam e enriquecem a engenharia em todas as suas formas.
A comunhão é uma honra significativa. Até 60 engenheiros são eleitos a cada ano por seus pares. Bolsistas honorários e internacionais são aqueles que deram contribuições excepcionais à engenharia.
Os critérios para eleição são declarados no documento de estatuto, estatutos e regulamentos. Os atributos essenciais de excelência em engenharia incluem:
- Líderes de organização e departamento: aqueles com total responsabilidade nas decisões técnicas, aqueles que demonstraram realizações pessoais significativas de engenharia.
- Engenheiros de topo, acadêmicos ou pesquisadores: cujo trabalho resultou em novos produtos, processos ou práticas importantes, aqueles que fizeram contribuições notáveis para grandes projetos.

Os bolsistas têm o direito de usar as letras pós-nominais FREng; antes da Carta Real em 1983, FEng foi usado.
Veja a categoria: Fellows of the Royal Academy of Engineering para exemplos de bolsistas.